# Hélène Martini
Pour les articles homonymes, voir Martini.
Hélène Martini, née de Creyssac le 6 août 1924 à Cracovie (Pologne) et morte le 5 août 2017 dans le 9e arrondissement de Paris, est une directrice de théâtres, cabarets et salles de spectacle française.

## Biographie
Elle naît Hélène de Creyssac d'un père français, propriétaire terrien en Pologne, et d'une mère russe.
Avec sa prétendue sœur Alice de Creyssac (en fait sa petite amie), elle arrive en France en 1945, après que sa famille a été décimée par la Seconde Guerre mondiale et après avoir failli être tuée par un officier soviétique à Koenigsberg. Elle fait des petits boulots en province puis devient à Paris mannequin nu aux Folies Bergère. Elle gagne à la loterie près de trois millions de francs.
Elle rencontre Nachat Martini, dit « Le Libanais », riche avocat d'origine syrienne. Ils se marient en 1955 et achètent des cabarets à Pigalle : les Folies-Pigalle, le Sphinx, le Narcisse.
Son époux meurt en 1960, d'une crise cardiaque. Hélène est son unique héritière malgré une action de justice intentée par les deux frères du défunt.
Elle continue dans le milieu et acquiert quatre théâtres parisiens (Bouffes-Parisiens, Mogador, Comédie de Paris, Folies Bergère), ainsi que des cabarets-clubs (Le Raspoutine, rue de Bassano, ou encore Le Shéhérazade). Au fil des années, elle se sépare de ses biens, jusqu'à vendre les Folies Bergère en 2011.
Elle était propriétaire du château de Servon.
Elle délaisse le quartier de Pigalle, qui a selon elle trop changé. En 2013, elle déclare ainsi : « Le vrai Pigalle n'existe plus », ou « aujourd’hui, Pigalle, c’est triste, c’est zéro. »
Dans son livre New Moon, café de nuit joyeux (2017), consacré à un de ses cabarets, David Dufresne révèle qu'Hélène Martini fraya avec l'extrême droite, notamment avec un des chefs de l'OAS.
Le New Moon, annexe du Narcisse rue Pigalle, célèbre boîte de concerts de rock des années 1980 et 1990 lui est extorqué par les Marseillais et a été détruit.
Hélène Martini meurt, le 5 août 2017 à Paris, à l'âge de 92 ans. Une cérémonie religieuse a lieu en la cathédrale Saint-Alexandre-Nevsky de Paris. Elle est enterrée au cimetière parisien de Thiais aux côtés de son mari.

### Radio
- « Hélène Martini. Ombre et Lumière », Affaires sensibles, France Inter, 16 octobre 2020